# Rechenberg (fränkisches Adelsgeschlecht)

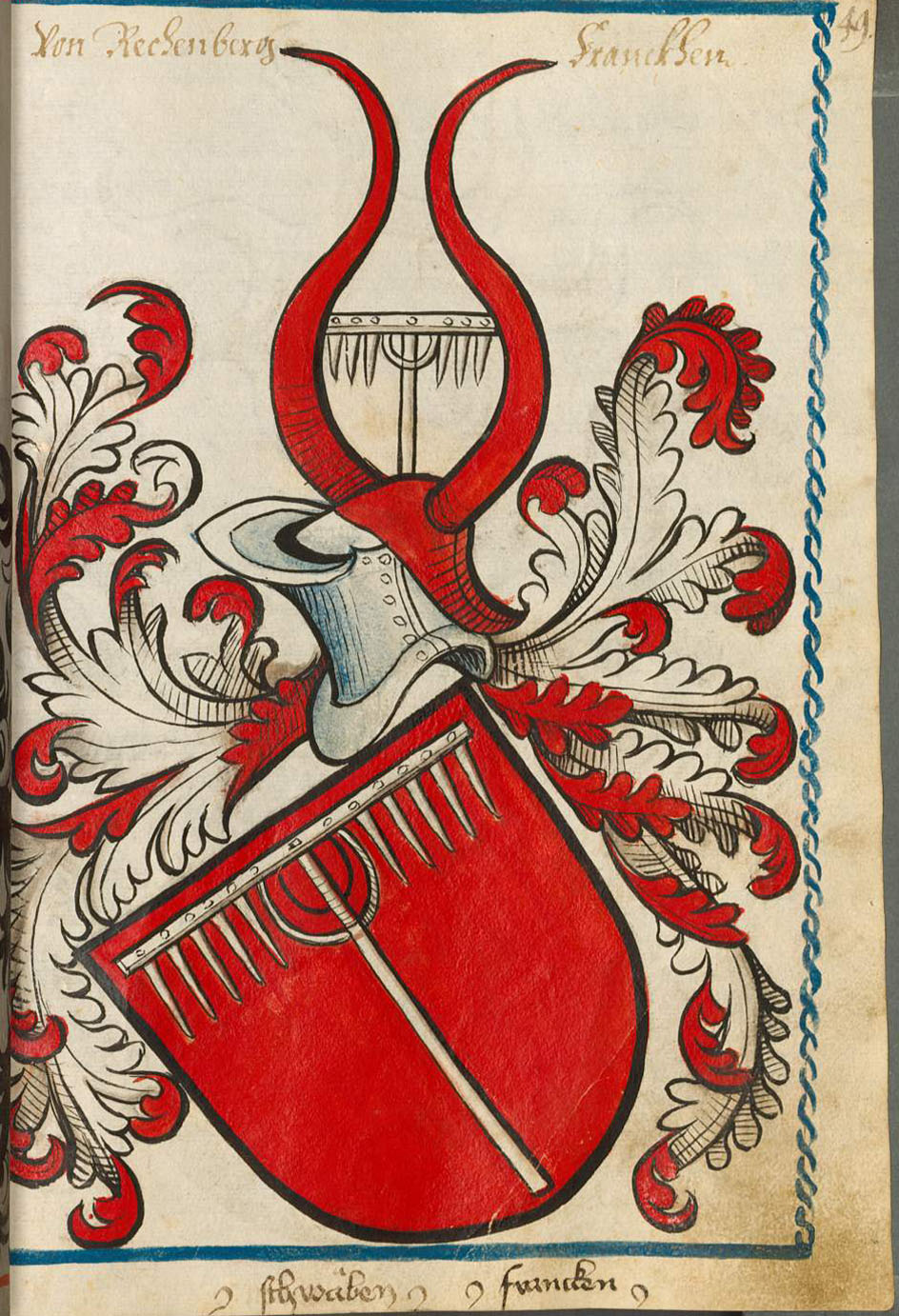
Wappen der Rechenberger Scheiblersches Wappenbuch
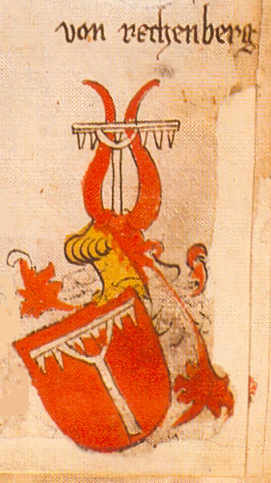
Wappen der Rechenberger Ingeram-Codex

Die Familie von Rechenberg war ein fränkisches Adelsgeschlecht. Stammsitze waren die heute abgegangene Burg Rechenberg bei Ostheim (Landkreis Weißenburg-Gunzenhausen/Mittelfranken) und die bis heute erhaltene, gleichnamige Burg Rechenberg bei Stimpfach (Landkreis Schwäbisch Hall).
Das Geschlecht ist nicht zu verwechseln mit dem gleichnamigen schlesischen Adelsgeschlecht von Rechenberg. Eine Verwandtschaft ist aufgrund derer Besitzungen in Sachsen, der heutigen Burgruine Rechenberg, denkbar, aber nicht nachweisbar und aufgrund der Wappenverschiedenheit auch nicht wahrscheinlich.

## Geschichte
Die Burg Rechenberg bei Ostheim wurde in der zweiten Hälfte des 12. Jahrhunderts von dem Ministerialengeschlecht derer von Rechenberg als Lehensnehmer der Eichstätter Bischöfe erbaut. Sie erhielten auch von den Grafen von Truhendingen Lehnsbesitz im nahegelegenen Hohentrüdingen. Die Burg kam nach dem Aussterben der Rechenberger 1583 an die Markgrafen von Brandenburg-Ansbach. In Ostheim haben sich aufwändige Epitaphe von Familienmitgliedern erhalten, darunter auch Arbeiten von Loy Hering.
Ab 1229 sind sie auch auf der ebenfalls Burg Rechenberg genannten Burg im Stimpfacher Ortsteil Rechenberg nahe Crailsheim nachgewiesen, hier als Dienstmannen und Truchsessen der Grafen von Oettingen und ab 1368 der Fürstpropstei Ellwangen. 1405 verkauften sie diese Burg an die Burggrafen von Nürnberg.
Ab 1261 hatte ein Familienzweig der Truchsessen von Rechenberg seinen Sitz in Wilburgstetten im Landkreis Ansbach und nannte sich fortan nach dem Ort: Truchseß von Wilburgstetten. Dort besaßen und bewohnten sie zwei Burgen, die nördlich gelegene Limburg (1431 zerstört) im heutigen Weiler Limburg und die Wilburg im Ortskern. Bischof Rabanus von Eichstätt (1365 bis 1383) ist das bekannteste Mitglied dieser Familie. Er war seit 1342 Domherr in Eichstätt und seit 1353 Dompropst.
Die Rechenberger besaßen auch Güter in Mitteleschenbach.
Bekannt wurde auch ein nicht zu diesem Geschlecht gehörender Sebald Rech von Rechenberg, ein Kreuzritter und Nürnberger Patrizier, der 1524 in Küheberg bei Nürnberg Besitz erwarb, diesen Ort Rechenberg nennen durfte und vom Kaiser das Recht zur Wappenbesserung erwirkte. In einer großangelegten Familiengeschichte erfand er eine Ahnenreihe und behauptete, dass die Rech von Rechenberg um 1050 den Edelsitz Leinach besessen hätten und bediente sich dabei als Vorlage der fiktiven Familie Rech bzw. Rechen des inzwischen ausgestorbenen Adelsgeschlechts der „von Leinach“. Letzter Träger des Namens Rech von Rechenberg aus diesem Geschlecht war Paulus Rech von Rechenberg, der während des Dreißigjährigen Kriegs bei der Belagerung von Rochelle starb.

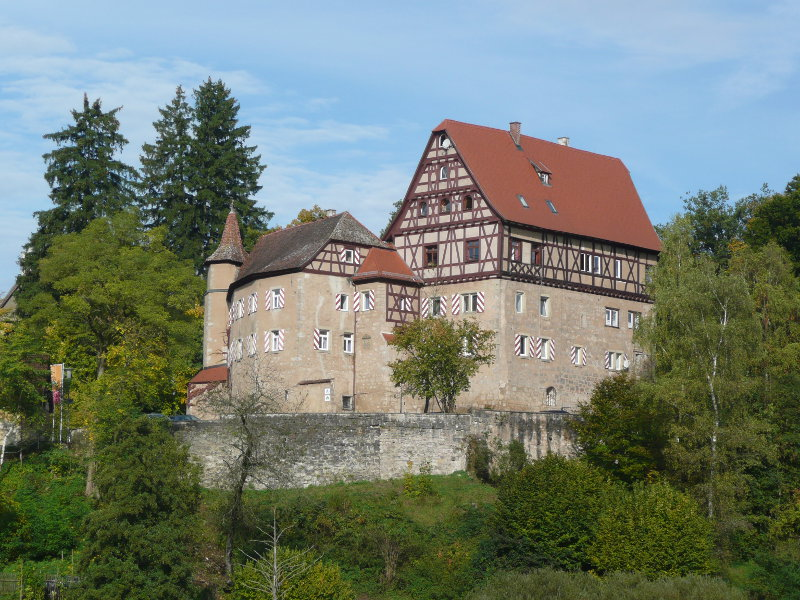
Die Burg „Schloss Rechenberg“, Stimpfach
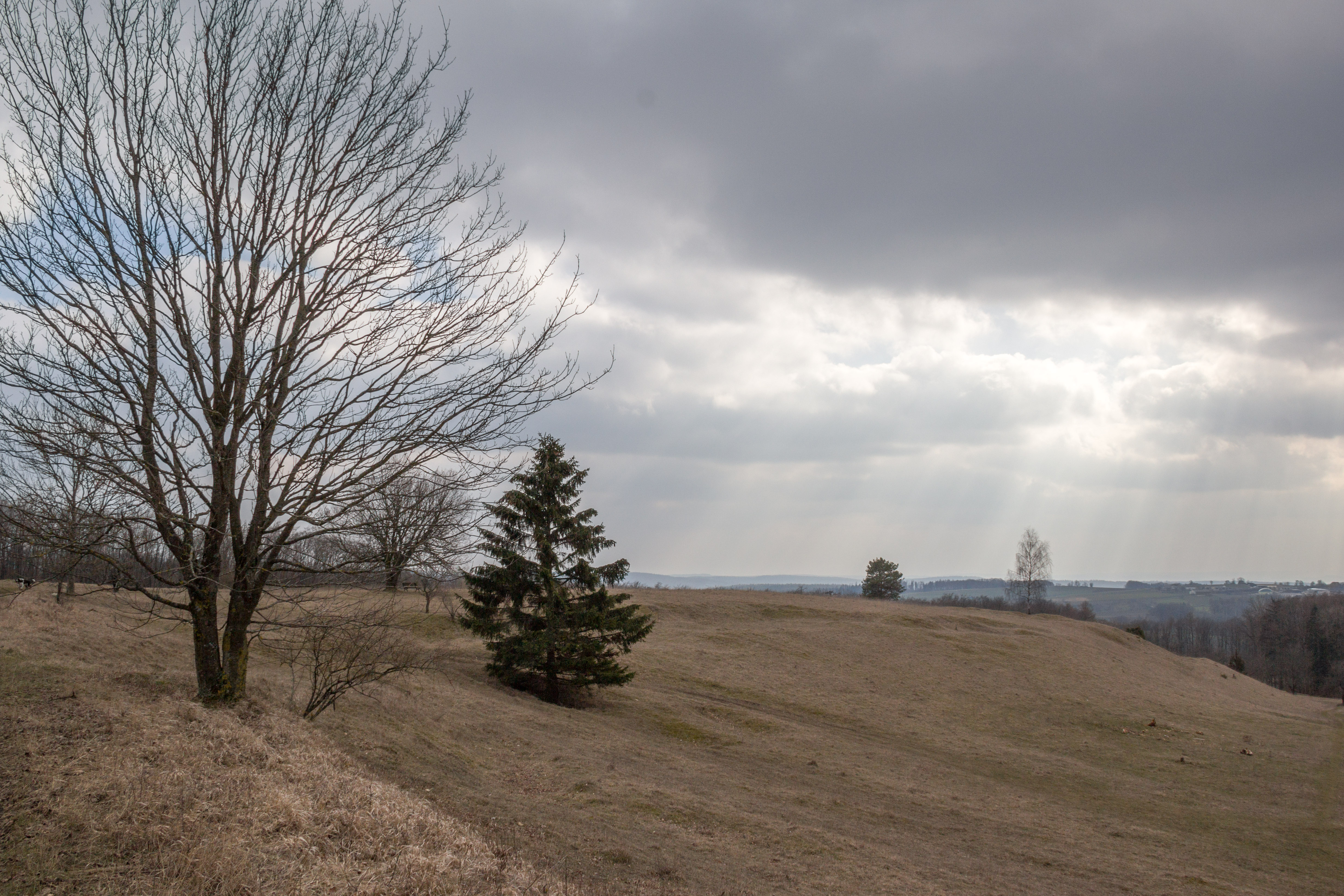
Burgplateau des Rechenbergs, Ostheim

## Wappenverwendung
Orte mit Rechenbergern als frühere Ortsherren
Das redende Wappen zeigt einen Rechen auf rotem oder grünem Grund.

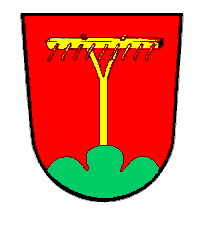
Wappen der ehemaligen Gemeinde Ostheim
Wappen der Gemeinde Wilburgstetten
Wappen der Gemeinde Mitteleschenbach
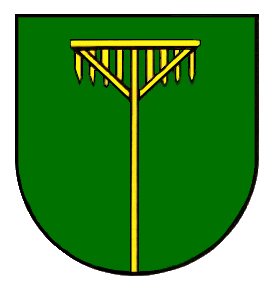
Wappen der ehemaligen Gemeinde Rechenberg